# 牛坪子站
牛坪子站是一个成昆线上的铁路车站，位于四川省攀枝花市盐边县桐子林镇，建于1970年，目前为五等站，邮政编码为617021。目前客运：办理旅客乘降；不办理行李、包裹托运；货运：办理整车货物发到。
1991年9月19日牛坪子站发生泥石流灾害，3000至5000立方米的淤泥掩埋车站，造成成昆铁路中断8小时24分；1998年8月5日，车站再次被体积11250立方米的泥石流掩埋，同时站场200米的路基坍塌，造成1名铁路职工家属死亡，线路中断63小时。事后铁路部门发现位于站场外侧的214省道涵洞截面较小，发生泥石流时容易造成淤积。经过与当地路政部门协商后对省道涵洞进行改建工程，增加了其孔径。